# تشارلز إليوت (سياسي نيوزلندي)
تشارلز إليوت (بالإنجليزية: Charles Elliott)‏ هو سياسي نيوزلندي، ولد في 27 مارس 1811، وتوفي في 1876. انتخب عضو مجلس النواب النيوزيلندي.